# Menna Rawlings

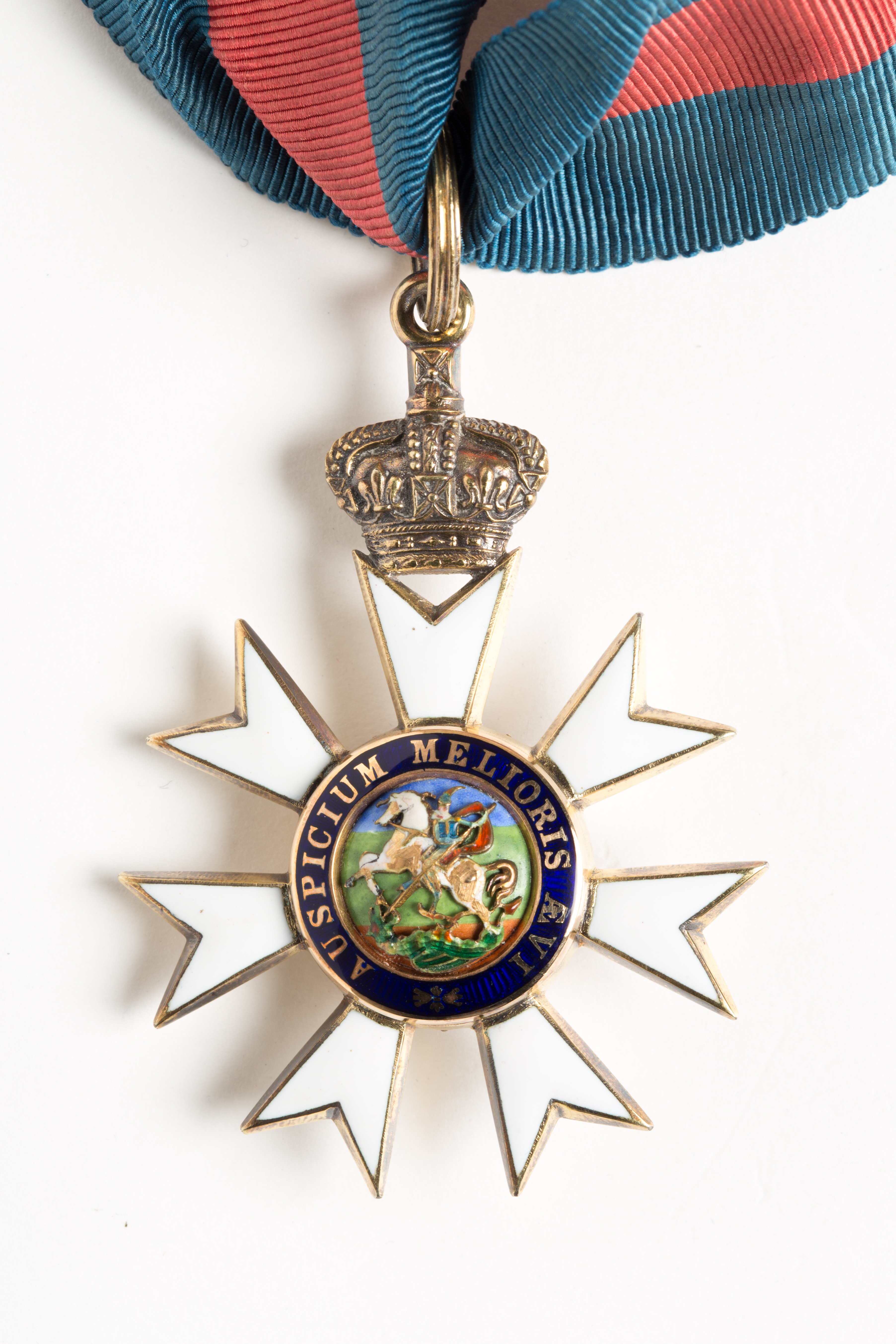
Insignien von CMG

Menna Frances Rawlings DCMG (geb. Hornung, * 16. September 1967 in London NW10) ist eine britische Diplomatin. Seit 2021 ist sie Botschafterin in Frankreich.

## Leben
Rawlings studierte an der LSE Internationale Beziehungen und schloss mit einem BSc ab.

### Karriere
Ihre ersten Anstellungen waren in London, sowie in Brüssel, Nairobi und Tel Aviv. 2002 bis 2004 diente sie als Private Secretary beim Permanent Under-Secretary of State for Foreign Affairs, dann, bis 2008, hatte sie einen Auftrag als deputy high commissioner in Accra in Ghana. Nach drei Jahren in Washington, D.C. als HM Consul General wurde sie 2011 nach London zurückgeholt als Director for human resources (bis 2014). Sie war von 2015 bis 2019 Britische Hochkommissarin in Australien, dann Generaldirektorin für Wirtschaft und globale Angelegenheiten beim FCO (2019–20).
Im April 2021 ernannte die Regierung Rawlings als British Ambassador to France. Sie trat ihr Amt im Sommer 2021 an. Mit ihrer Ernennung waren erstmalig alle britischen Botschafter oder High Commissioner in allen G7-Staaten Frauen.